# Vale de Coelha
Vale de Coelha is een plaats (freguesia) in de Portugese gemeente Almeida en telt 48 inwoners (2001).